# Харченко, Потап Лукич
Потап Лукич Харченко (укр. Потап Лукич Харченко; 22 мая 1890 год, село Нехвороща, Константиноградский уезд, Полтавская губерния — 8 февраля 1972 год, село Нехвороща, Новосанжарский район, Полтавская область, Украинская ССР) — колхозник, бригадир колхоза имени Чапаева Нехворощанского района Полтавской области, Украинская ССР. Герой Социалистического Труда (1948).

## Биография
Родился 22 мая 1890 года в селе Нехвороща в крестьянской семье. Получил начальное образование. Участвовал в Гражданской войне, во время которой получил ранение. С 1929 года трудился в колхозе имени Чапаева в селе Нехвороща. Был назначен бригадиром полеводческой бригады. После освобождения в 1944 году Полтавской области от немецких захватчиков восстанавливал разрушенное колхозное хозяйство.
В 1947 году бригада Потапа Харчекно собрала в среднем по 30,5 центнеров ржи с каждого гектара на участке площадью 10 гектаров. В 1948 году удостоен звания Героя Социалистического Труда «за получение высоких урожаев пшеницы, ржи и сахарной свеклы при выполнении колхозом обязательных поставок и натуроплаты за работу МТС в 1947 году и обеспеченности семенами зерновых культур для весеннего сева 1948 года».
В 1955 году вышел на пенсию. Проживал в родном селе, где скончался в 1972 году. Похоронен на местном сельском кладбище. Его могила является памятником культуры и истории Полтавской области.

## Награды
- Герой Социалистического Труда — указом Президиума Верховного Совета СССР от 10 мая 1948 года
- Орден Ленина
- Орден Трудового Красного Знамени
- Медаль «За трудовую доблесть»
- Медаль «За доблестный труд в Великой Отечественной войне 1941—1945 гг.»
- Медаль «В ознаменование 100-летия со дня рождения Владимира Ильича Ленина»